# Ana Macías Cuenca
Ana Macías Cuenca (Gandia, La Safor, 1994) és una il·lustradora valenciana, coneguda a Instagram pel pseudònim Soy Cardo. Les seues il·lustracions es caracteritzen per acudits de la vida diària, relacions sexuals i desenganys amorosos. Ha publicat dos llibres, Las segundas partes dan asco i Mierda otra vez tú.